# Banovina

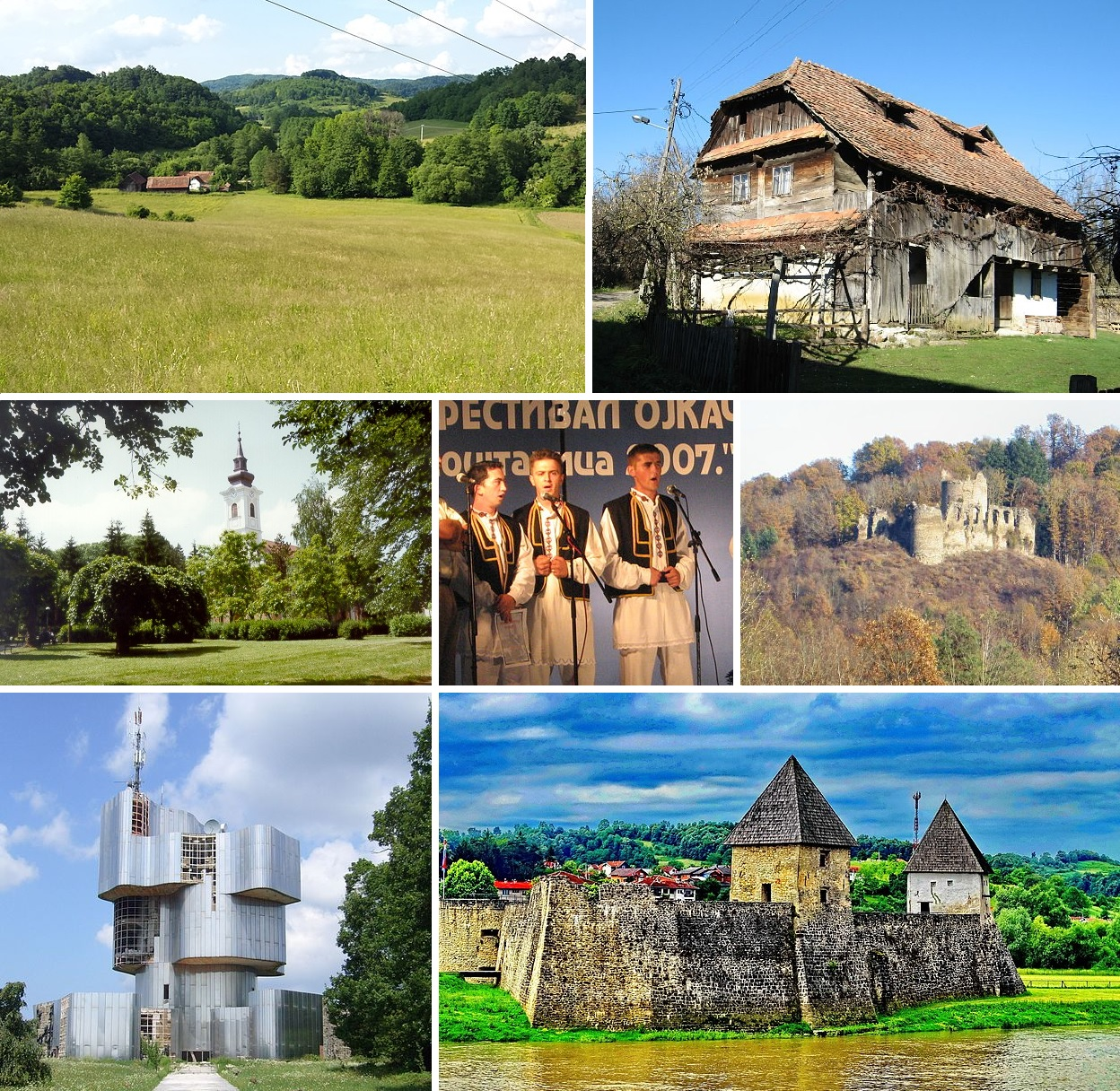

La Banovina (precedentemente nota come Banska krajina, Banija) è una regione geografica nel centro della Croazia, situata tra i fiumi Sava, Una e Kupa.

## Storia
L'area ha sofferto durante la guerra d'indipendenza croata nel 1990, con gran parte della popolazione in fuga dalla guerra e l'economia in difficoltà.

## Demografia
Le principali città della regione sono Petrinja, Glina, Kostajnica e Dvor. L'area è quasi interamente situata nella contea di Sisak-Moslavina.
| Controllo di autorità | VIAF (EN) 316747600 |